# اولا بی‌ریخته
اولا بی‌ریخته (لهستانی: BrzydUla) یک تله‌نوولا لهستانی است که بر پایهٔ مجموعهٔ تلویزیونی کلمبیایی نامم بتی بی‌ریخته است ساخته و در سال ۲۰۰۸ منتشر شد.

## بازیگران
- یولیا کامینسکا
- فیلیپ بوبک
- ماوگوژاتا سُخا
- دوروتا پومیکاوا
- دومینیکا کلوژنیاک
- ماریوش زانیفسکی
- ووکاش سیملات
- الژبیتا یودوئوفسکا
- کاژیمیش مازور
- الژبیتا رومانوفسکا
- کاتاژینا ژاک
- کارول پوخچ
- وویچیخ چروینسکی
- کاتاژینا آنکودوویچ
- ماچئی کویافسکی
- میشل یارگالسایکهان
- یاتسک براچیاک
- کشیشتف یاسینسکی
- گراژینا استراخوتا
- کشیشتف چچوت
- ورونیکا کشیانژکیه‌ویچ
- ماگدالنا میلتساش
- ماریا گورالچیک
- ماگدالنا کولشنیک
- مارچین روگاتسویچ
- مایا هیرش
- ووکاش گارلیتسکی
- الکساندرا کیسیو
- پیوتر روگوتسکی
- رافائو مور
- پیوتر بوروفسکی
- هالینا بِدناش